# Anna Nyström
Anna Nyström (* 14. November 1973) ist eine ehemalige schwedische Fußballschiedsrichterassistentin.
Nyström war (meist als Assistentin von Jenny Palmqvist) unter anderem Schiedsrichterassistentin bei der Weltmeisterschaft 2011 in Deutschland, beim olympischen Fußballturnier 2012 in London, bei der U-20-Weltmeisterschaft 2014 in Kanada und bei der Weltmeisterschaft 2015 in Kanada (als Assistentin von Jenny Palmqvist und Katalin Kulcsár). Insgesamt leitete sie fünf WM-Spiele bei zwei Weltmeisterschaften.
Am 17. Mai 2012 leiteten Jenny Palmqvist, Anna Nyström und Helen Karo das Finale der Women’s Champions League 2011/12 zwischen Olympique Lyon und dem 1. FFC Frankfurt (2:0) in Olympiastadion München.
2016 beendete sie ihre aktive Schiedsrichterkarriere.